# Перегонка нафти
Перегоном нафти називають технологічний процес її термічного розділення на частини (фракції) без помітного розкладання вуглеводнів, що входять до складу нафти. Перегін оснований на властивості вуглеводнів, що входять до складу нафти, виділяти пару певної пружності при певній температурі. При підвищенні температури нафти, яка переганяється, пружність пари над нею зростає, і коли вона досягає чи перевищує тиск навколишнього середовища (атмосфери) починається рух частинок пари в простір з меншим тиском.
Пару, яка виходить з нагрівального апарата, охолоджують, вона конденсується, створюючи розрідження і сприяючи відділенню наступних, більш висококиплячих частин суміші, що переганяється.
Таким чином, при перегоні нафти виникає безупинне переміщення пари із простору, що нагрівається, в охолоджуване середовище, і це продовжується до повного перегону рідини.
Найчастіше нафту переганяють на такі фракції: бензинову, що википає до 170—200 °C; гасову, що википає при 175—270 °C; газойлеву, що википає при 270—350 °C і залишок — мазут.
При перегоні нафти одержують також газ прямої гонки, який є важкою частиною попутних газів, що залишилися розчиненими в нафті. Як правило, вихід газу прямої перегонки невеликий.
Застосовують високопродуктивні безперервно діючі трубчасті перегінні установки, що відрізняються конструкцією печей, у яких відбувається нагрівання нафти, чи конструкцією інших апаратів, що входять до складу установки.

## Історія
Уперше технологія дистиляції та хімічного очищення сирої нафти була розроблена 1853 р. у Львові хіміками-фармацевтами Йоганном Зегом та Ігнатієм Лукасевичем. Важко визначити, якій країні та якому народові належать ці визначні відкриття. Вони були зроблені у Львові й перш за все поширювались на землях з переважно українським населенням (обидва винахідники володіли українською мовою, так само як польською й німецькою). За принципом «зроблено в Україні» маємо нагоду вважати ці винаходи українськими. Проте Галичина належала тоді до Австрійської імперії, причому Зег і Лукасевич здобули наукові ступені у Відні, там же був виданий привілей (патент) на винахід гасу, що дає підстави Австрії також бути правонаступницею цих новацій. Зег мав німецько-угорське, а Лукасевич вірменсько-польське походження (брав участь у боротьбі за незалежність Польщі), тобто ще чотири народи можуть пишатися досягненнями своїх синів.
Слід зазначити, що перегонка нафти була відома з давніх часів, її використовували ще античні лікарі (зокрема Кассій Фелікс) й середньовічні арабські алхіміки. Серед промисловців, що відзначились упровадженням технологій нафтопереробки, слід назвати архангельського рудознавця Федора Прядунова, який 1746 р. спорудив промисловий нафтоперегінний пристрій на Ухтинських розробках; братів Дубиніних, що винайшли нафтоперегінний куб і використали його 1823 р. на промислах у Моздоці; гірничого інженера Миколу Воскобойникова, під керівництвом якого було збудовано перший нафтоперегінний завод на Апшероні (1837 р.). Промислова переробка й очищення нафти в Англії розпочалися 1851 р. Але всі ці технології не забезпечували чистого дистиляту. Отримані речовини під час спалювання у світильниках (так само, як рослинні олії й тваринні жири) давали тьмяне світло, сморід і багато кіптяви, яка швидко забруднювала лампу, зменшуючи прозорість слюди чи скла.

## Варіанти переробки нафти
Вибір напрямку переробки нафти й асортиментів одержуваних нафтопродуктів визначається фізико-хімічними властивостями нафти, рівнем технології нафтопереробного заводу й дійсною потребою господарств у товарних нафтопродуктах. Розрізняють три основних варіанти переробки нафти:
1. паливний;
2. паливно-мастильний;
3. нафтохімічний.

По паливному варіанті нафта переробляється в основному на моторні й котельні палива. Паливний варіант переробки відрізняється найменшим числом технологічних установок і низькими капіталовкладеннями. Розрізняють глибоку й неглибоку паливну переробку. При глибокій переробці нафти прагнуть одержати максимально можливий вихід високоякісних автомобільних бензинів, зимових і літніх дизельних палив і палив для реактивних двигунів літаків. Вихід котельного палива в цьому варіанті зводиться до мінімуму. Таким чином, передбачається такий набір процесів вторинної переробки, при якому з важких нафтових фракцій і залишку — гудрону одержують високоякісні легкі моторні палива. За цим варіантом застосовуються каталітичні процеси — каталітичний крекінг, каталітичний риформінг, гідрокрекінг і гідроочищення, а також термічні процеси, наприклад коксування. Переробка заводських газів у цьому випадку спрямована на збільшення виходу високоякісних бензинів. При неглибокій переробці нафти передбачається високий вихід котельного палива.
При паливно-мастильному варіанті переробки нафти поряд з паливами одержують мастила. Для виробництва мастил звичайно підбирають нафти з високим потенційним вмістом масляних фракцій. У цьому випадку для вироблення високоякісних масел потрібне мінімальна кількість технологічних установок. Масляні фракції (фракції, що википають вище 350°С), виділені з нафти, спочатку піддаються очищенню вибірковими (селективними) розчинниками: фенолом або фурфуролом, щоб видалити частину смолистих речовин і низькоіндексні вуглеводні, потім проводять депарафінізацію за допомогою сумішей метилетилкетону або ацетону з толуолом для зниження температури застивання масла. Закінчується обробка масляних фракцій доочищенням відбілюючими глинами. В останніх технологіях для одержання масел використовують процеси гідроочищення замість селективного очищення й обробки відбілюючими глинами. Таким чином одержують дистилятні масла (легкі й середні індустріальні, автотракторні й ін.). Залишкові масла (авіаційні, циліндрові) виділяють із гудрону шляхом його деасфальтизації рідким пропаном. При цьому утворюються деасфальти і асфальт. Деасфальт піддається подальшій обробці, а асфальт переробляють у бітум або кокс.
Нафтохімічний варіант переробки нафти в порівнянні з попередніми варіантами відрізняється більшим асортиментом нафтохімічної продукції й у зв'язку із цим найбільшим числом технологічних установок і високими капіталовкладеннями. Нафтопереробні заводи, будівництво яких проводилося в останні десятиліття, спрямовані на нафтохімічну переробку. Нафтохімічний варіант переробки нафти являє собою складне поєднання підприємств, на яких крім вироблення високоякісних моторних палив і олив не тільки проводиться підготовка сировини (олефінів, ароматичних, нормальних та ізопарафінів вуглеводнів і ін.) для важкого органічного синтезу, але й здійснюються складні фізико-хімічні процеси, пов'язані з багатотоннажним виробництвом азотних добрив, синтетичного каучуку, пластмас, синтетичних волокон, миючих речовин, жирних кислот, фенолу, ацетону, спиртів, ефірів і багатьох інших хімікалій.
У цей час із нафти одержують тисячі продуктів. Основними групами є рідке паливо, газоподібне паливо, тверде паливо (нафтовий кокс), мастильні й спеціальні масла, парафіни й церезини, бітуми, ароматичні сполуки, сажа, ацетилен, етилен, нафтові кислоти і їхні солі, вищі спирти.

## Перегонка нафти первинна
Перегонка нафти первинна, (англ. primary oil [petroleum] refining; нім. primäre Erdöldestillation f) — розділення нафти на фракції за температурою кипіння при первинній переробці нафти для наступної переробки або використання як товарної продукції. Здійснюється на атмосферних трубчастих і атмосферно-вакуумних трубчастих устаткованнях, які часто комплектуються з устаткуванням знесолення нафти і вторинної перегонки бензину.
Продукцією перегонки нафти є:
1. вуглеводневий газ, який виводиться з установок у газоподібному і рідкому («головка стабілізації») вигляді, скеровується для подальшої переробки на газофракціонуючих установках і використовується як паливо нафто-заводських печей;
2. бензинова фракція, яка википає в межах 50–180°С, використовується як компонент товарної автобензини, сировина устатковань каталітичного риформінгу і піролізу, піддається вторинній перегонці для отримання вузьких фракцій;
3. гасова фракція, яка википає в межах 120—315°С, використовується як паливо для реактивних і тракторних карбюраторних двигунів, для освітлювання, як сировина установок гідроочищення;
4. дизельна фракція (атмосферний газойль), яка википає в межах 180—360 °C, використовується як паливо для дизельних двигунів і сировина установок гідроочищення;
5. мазут — залишок атмосферної перегонки, який википає вище 350 °C, використовується як котельне паливо або сировина для установок гідроочищення і термічного крекінгу;
6. вакуумні дистиляти (вакуумні газойлі), які википають у межах 350—500 °C, використовуються як сировина каталітичного крекінгу і гідрокрекінгу (на нафтопереробних заводах з оливною схемою переробки отримують декілька (2–3) вакуумних дистилятів);
7. гудрон — залишок атмосферно-вакуумної перегонки нафти, який википає при температурі вище 500 °C, використовується як сировина установок термічного крекінгу, коксування, виробництва бітуму і олив.

## Перегонка нафтових фракцій вторинна
Перегонка нафтових фракцій вторинна (англ. secondary oil (petroleum) fractions refining; нім. sekundäre Erdölfraktionsdestillation f) — процес температурного розділення фракцій, отриманих при перегонці нафти первинній, на вужчі фракції (погони), кожна із яких використовується за своїм призначенням. На нафтопереробних заводах вторинній перегонці піддаються широка бензинова і дизельна фракція (на установках адсорбційного вилучення парафінів), оливні фракції і т. д.
При вторинній перегонці бензину продукцією є:
1. фракція 50–62 °С — використовується як компонент автомобільного бензину, сировина для ізомеризації;
2. фракція 62–85 °С — сировина для каталітичного риформінгу, на основі якої виробляють бензол;
3. фракція 85–105 °С — сировина установок каталітичного риформінгу, на основі якої виробляють толуол;
4. фракція 105—140 °С — сировина для каталітичного риформінгу, на основі якої виробляють ксилоли;
5. фракція 140—180 °С — компонент товарного автобензину і гасу, сировина установок каталітично-го риформінгу і гідроочищення гасу.

Таблиця — Типові склади сумішей, одержуваних при деструктивній переробці нафт (% мас.)
| Компоненти           | Метод переробки | Метод переробки             | Метод переробки | Метод переробки |
| Компоненти           | Піроліз газойлю | Піроліз дистилятної фракції | Гази крекінгу   | Гази крекінгу   |
| Компоненти           | Піроліз газойлю | Піроліз дистилятної фракції | Термічного      | Каталітичного   |
| Водень               | 9,1             | 9,9                         | 3,5             | 11,7            |
| Азот + оксид вуглецю | -               | -                           | -               | 15,3            |
| Метан                | 21,9            | 24,3                        | 36,8            | 12,2            |
| Етилен               | 24,4            | 22,9                        | 6,7             | 4,0             |
| Етан                 | 7,6             | 7,5                         | 29,3            | 6,8             |
| Пропілен             | 15,2            | 13,6                        | 6,5             | 16,0            |
| Пропан               | 1,0             | 1,4                         | 10              | 8,3             |
| Бутадієн             | 2,0             | 2,6                         | -               | -               |
| Ізобутилен           | 3,8             | 1,8                         | 2,5             | 14,3            |
| Бутилен-2            | 1,0             | 1,7                         | -               | -               |
| Бутан                | 0,1             | 0,1                         | 4,2             | 10,8            |
| Пентани й вище       | 12,9            | 14,4                        | 0,5             | 0,6             |

## Продукти перегонки нафти. Установки і режими перегонки
Найчастіше нафту переганяють на такі фракції: бензинову, що википає до 170—200 °C; гасову, що википає при 175—270 °C; газойлеву, що википає при 270—350 °C і залишок-мазут.
При перегоні нафти одержують також газ прямої гонки, який являє собою важку частину попутних газів, що залишилися розчиненими в нафті. Як правило, вихід газу прямої перегонки невеликий.
Застосовують високопродуктивні безперервнодіючі трубчасті перегінні установки, що відрізняються конструкцією печей, у яких відбувається нагрівання нафти, чи конструкцією інших апаратів, що входять до складу установки.
У більшості випадків трубчаста безперервно діюча установка складається з трубчастої печі, насоса, що качає нафту через трубчасту піч під тиском 1,0 МПа і більше, колони фракціонування, куди надходить перегріта нафта і де вона розділяється на необхідні фракції, що відбираються з колони на різній висоті, конденсатора, водовідбирача і пароперегрівача, що служить для перегріву пари.
Бензин з газами прямої перегонки відбирається у верхній частині колони і спрямовується на охолодження і конденсацію. Після відділення від нього води у відстійнику бензин збирають у проміжному резервуарі звідки насосом перекачують у сховище. Газ, що залишається після конденсації бензину, направляють у газгольдери.
Інші фракції також збирають по висоті колони і направляють у резервуари. Залишок, що не випарувався, (мазут) із дна колони спрямовується в приймач.
На трубчастих установках можна переганяти понад 2000 т нафти на добу.
Одержані в результаті перегонки нафти фракції використовують після відповідної обробки (очищення й ін.), як товарні види палива і мастил, чи піддають вторинній переробці.
Брати Дубиніни вперше створили пристрій для перегонки нафти (1823 р.). Завод Дубиніних був дуже простий. Казан у грубці, з казана йде труба через бочку з водою в порожню бочку. Бочка з водою — холодильник, порожня бочка — приймач для гасу.
Розрізняють перегонку з однократним, багаторазовим і поступовим випарюванням. При перегонці з однократним випаром нафту нагрівають до певної температури й відбирають всі фракції, що перейшли в парову фазу. Перегонка нафти з багаторазовим випаром виконується з поетапним нагріванням нафти, і відбиранням на кожному етапі фракцій нафти з відповідною температурою переходу в парову фазу. Перегонку нафти з поступовим випаром в основному застосовують у лабораторній практиці для одержання особливо точного розділення великої кількості фракцій. Відрізняється від інших методів перегонки нафти низькою продуктивністю.
Процес первинної переробки нафти (прямої перегонки), з метою одержання нафтових фракцій, що розрізняються за температурою кипіння без термічного розпаду, здійснюють у кубових або трубчастих установках при атмосферному й підвищеному тисках або у вакуумі. Трубчасті установки відрізняються нижчою температурою перегонки сировини, меншим крекінгом сировини, і більшим ККД. Тому на сучасному етапі нафтопереробки трубчасті установки входять до складу всіх нафтопереробних заводів і служать постачальниками як товарних нафтопродуктів, так і сировини для вторинних процесів (термічного й каталітичного крекінгу, риформінга).
Перегонку нафти в промисловості виконують на безперервно діючих трубчастих установках. До їх складу входить трубчаста піч, для конденсації й розділення пари споруджуються великі ректифікаційні колони, а для прийому продуктів перегонки вибудовуються цілі містечка резервуарів.
Трубчаста піч являє собою приміщення, виложене усередині вогнетривкою цеглою. Усередині печі розташований багаторазово вигнутий сталевий трубопровід. Довжина труб у печах досягає кілометра. Коли завод працює, по цих трубах безупинно, за допомогою насоса, подається нафта з великою швидкістю — до двох метрів за секунду. Піч обігрівається мазутом, що подається в неї за допомогою форсунок і згоряє у факелі. У трубопроводі нафта швидко нагрівається до 350—370 °C. При такій температурі більш леткі речовини нафти перетворюються в пару.
Так як нафта — це суміш вуглеводнів різної молекулярної маси, що мають різні температури кипіння, то перегонкою її розділяють на окремі нафтопродукти. При перегонці нафти одержують світлі нафтопродукти: бензин (tкип 90-200 °С), лігроїн (tкип 150—230 °С), гас (tкип 300 °С), легкий газойль — солярове масло (tкип 230—350 °С), важкий газойль (tкип 350—430 °С), а в залишку — в'язку чорну рідину — мазут (tкип вище 430 °С). Мазут піддають подальшій переробці. Його переганяють під зменшеним тиском (щоб попередити розкладання) і виділяють мастила.
При перегонці з однократним випарюванням нафту нагрівають у змійовику якого-небудь нагрівача до заздалегідь заданої температури. По мірі підвищення температури утворюється усе більше пари, яка перебуває у рівновазі з рідкою фазою, і при заданій температурі парорідинна суміш залишає підігрівач і надходить в адіабатичний випарник. Останній являє собою пустотілий циліндр, у якому парова фаза відділяється від рідкої. Температура парової й рідкої фаз у цьому випадку однакова.
Перегонка з багаторазовим випарюванням включає два або більше однократних процеси перегонки з підвищенням робочої температури на кожному етапі.
Точність розділення нафти на фракції при перегонці з однократним випарюванням менше в порівнянні з перегонкою з багаторазовим і поступовим випарюванням. Але якщо високої точності розділення фракцій не потрібно, то метод однократного випару дешевше: при максимально припустимій температурі нагрівання нафти 350—370 °С (при більш високій температурі починається розкладання вуглеводнів) більше продуктів переходить у парову фазу в порівнянні з багаторазовим або поступовим випаром. Для відбору з нафти фракцій, що википають вище 350—370 °С, застосовують вакуум або водяну пару. Використання в промисловості принципу перегонки з однократним випаром у поєднанні з ректифікацією парової й рідкої фаз дозволяє досягати високої чіткості розділення нафти на фракції, безперервності процесу й економічної витрати палива на нагрівання сировини.
При первинній перегонці відбуваються тільки фізичні зміни нафти. Від неї відганяються легкі фракції, що киплять при низьких температурах. Самі вуглеводні залишаються при цьому незміненими. Вихід бензину, у цьому випадку, становить лише 10-15 %. Така кількість бензину не може задовольнити все зростаючий попит на нього з боку авіації й автомобільного транспорту.
При крекінгу мають місце хімічні зміни нафти. Змінюється будова вуглеводнів. В апаратах крекінг-заводів відбуваються складні хімічні реакції. Вихід бензину з нафти значно збільшується (до 65-70 %) шляхом розщеплення вуглеводнів з довгим ланцюгом, що містяться, наприклад, у мазуті, на вуглеводні з відносно меншою молекулярною масою. Такий процес називається крекінгом (від англ. crack — розщеплювати).
Крекінг винайшов російський інженер Шухов в 1891 р. Була зроблена експериментальна установка, але розробка не продовжувалася. У першому десятилітті 20 століття американські інженери Вільям Мерріам Бертон і Роберт Е. Хамфріс незалежно один від одного розробили та запатентували подібний процес, як патент США 1 049 667 від 8 червня 1908 року. Бартоном була споруджена перша промислова установка в США в 1915—1918 роках. Крекінгом називається процес розщеплення вуглеводнів, у результаті якого утворюються вуглеводні з меншим числом атомів вуглецю в молекулі
Процес ведеться при більш високих температурах (до 600 °С) часто при підвищеному тиску. При таких температурах великі молекули вуглеводнів «подрібнюються» на менші.
Апаратура крекінг-заводів в основному та ж, що й для перегонки нафти. Це — печі, колони. Але режим переробки інший. Сировина теж інша — мазут.
Мазут — залишок первинної перегонки — густа і відносно важка рідина, його питома вага близька до одиниці. Обумовлено це тим, що мазут складається зі складних і великих молекул вуглеводнів. Коли на крекінг-заводі мазут знову піддається переробці, частина складових його вуглеводнів подрібнюється на менші (тобто з меншою довжиною молекул), з яких саме й складаються легкі нафтові продукти — бензин, гас, лігроїн.
Важливим моментом є процес сортування й змішування нафти.
Різні нафти й виділені з них відповідні фракції відрізняються фізико-хімічними й товарними властивостями. Так, бензинові фракції деяких нафт характеризуються високою концентрацією ароматичних, нафтенових або ізопарафінових вуглеводнів і тому мають високі октанові числа, тоді як бензинові фракції інших нафт містять у значних кількостях парафінові вуглеводні й мають дуже низькі октанові числа. Важливе значення в подальшій технологічній переробці нафти має сірчистість, маслянистість (мастильність), смолистість нафти тощо. Таким чином, існує необхідність відстеження якісних характеристик нафти у процесі транспортування, збору й зберігання з метою недопущення втрати цінних властивостей компонентів нафти.
Однак роздільні збір, зберігання й перекачування нафти у межах родовища з великим числом нафтових шарів суттєво ускладнює нафтопромислове господарство й вимагає більших капіталовкладень. Тому близькі за фізико-хімічними і товарними властивостями нафти на промислах змішують і направляють на спільну переробку.

### Застосування продуктів перегонки нафти
Найбільше застосування продукти переробки нафти знаходять у паливно-енергетичній галузі. Наприклад, мазут володіє майже в півтора рази більшою теплотою згоряння в порівнянні з найкращим вугіллям. Він займає мало місця при згорянні й не дає твердих залишків. Мазут застосовується на ТЕС, заводах, на залізничному й водному транспорті дає величезну економію засобів, сприяє швидкому розвитку основних галузей промисловості й транспорту.
- Бензин застосовується як пальне для двигунів внутрішнього згоряння. Залежно від призначення він підрозділяється на два основних сорти: авіаційний і автомобільний. Бензин використається також як розчинник масел, каучуку, для очищення тканин від жирних плям тощо.

- Гас застосовується як пальне для реактивних і тракторних двигунів, а також для побутових потреб, флотореагент тощо.

- Солярове масло застосовується як пальне для дизелів, мастила — для змащення різних механізмів.

- Після перегонки мазуту залишається нелетка темна маса — гудрон, що йде на асфальтування вулиць.

- Лігроїн служить паливом для дизельних двигунів, а також розчинником у лакофарбовій промисловості. Більші кількості його переробляють у бензин.

- Парафін застосовують для одержання вищих карбонових кислот, для просочення деревини у виробництві сірників і олівців, для виготовлення свічок, гуталіну, у медицині, парфумерії тощо.

Енергетичний напрямок у використанні нафти дотепер залишається головним в усьому світі. Частка нафти у світовому енергобалансі становить більше 46 %.
Однак в останні роки продукти переробки нафти усе ширше використовуються як сировина для хімічної промисловості. Близько 8 % нафти споживається, як сировина для сучасної хімії. Наприклад, етиловий спирт застосовується приблизно в 50 галузях виробництва. У хімічній промисловості застосовуються формальдегід, пластмаси, синтетичні волокна, синтетичний каучук, аміак, етиловий спирт і т. д.
Продукти переробки нафти застосовуються й у сільському господарстві. Тут використаються стимулятори росту, протруйники насіння, отрутохімікати, азотні добрива, сечовина, плівки для парників і т. д. У машинобудуванні й металургії застосовуються універсальні клеї, деталі й частини апаратів із пластмас, мастила й ін. Широке застосування знайшов нафтовий кокс як анодна маса при електровиплавці. Пресована сажа йде на вогнестійкі обкладки в печах. У харчовій промисловості застосовуються поліетиленові впакування, харчові кислоти, що консервують засоби, парафін, виробляються білково-вітамінні концентрати, вихідною сировиною для яких служать метиловий і етиловий спирти та метан. У фармацевтичній і парфумерній промисловості з похідних переробки нафти виготовляють нашатирний спирт, хлороформ, формалін, аспірин, вазелін і ін. Похідні нафтосинтезу знаходять широке застосування й у деревообробній, текстильній, шкіряно-взуттєвій і будівельній промисловості.
Продукти переронки нафти очищають сірчаною кислотою з отриманням т. зв. контакту.